# Kempen (stad)
Kempen is een stad en gemeente tussen Krefeld en Venlo in de Duitse deelstaat Noordrijn-Westfalen. De gemeente telt 34.537 inwoners (31 december 2020) op een oppervlakte van 68,81 km². De stad is onderdeel van de Kreis Viersen.

## Stadsdelen
Stadt Kempen bestaat uit de volgende stadsdelen/kernen:
| Stadsdeel                      | Inwoners 31-05-2020 |
| ------------------------------ | ------------------- |
| Kempen                         | 21.903              |
| St. Hubert                     | 7.693               |
| Tönisberg                      | 3.221               |
| Schmalbroich incl. Unterweiden | 1.796               |

Gehuchten:
- Klixdorf
- Sankt Peter
- Ziegelheide

## Geografie
Kempen ligt op een vlak middenterras, de zogenoemde Kempener Platte, middenin de regio Nederrijn. Het terras is met een dikke lösslaag bedekt, wat goed is voor het landbouw gerelateerde gebruik van de bodem. Het hoogste punt in het gemeentegebied is de Wartsberg met 68 meter boven NAP. De Wartsberg, gelegen nabij stadsdeel Tönisberg bevindt zich op de Nederrijnse Heuvelrug, een stuwwal die is ontstaan in de voorlaatste IJstijd (het Saale-glaciaal), door opstuwingen van uit het noordoosten komende gletsjers en gletsjertongen. Het laagste punt in de gemeente is met 30 meter boven NAP, het gebied rondom de beek de Schwarze Rahm

## Geschiedenis
Het gebied van de stad Kempen werd al rond het jaar 890 in de registers van het Benediktijnerklooster Werden als „Campunni“ vermeld. Vanaf het jaar 1000 ontstond rondom een herenboerderij van de Keulse aartsbisschop een agrarische nederzetting. Immers Kempen maakte deel uit van het vorstbisdom Keur-Keulen. De oudste bewaard gebleven oorkonde draagt het jaartal 1186. Op 12 november 1294 kreeg ze officieel stadsrechten. In het jaar 1372 werd Kempen het economisch belangrijke marktrecht verleend door de aartsbisschop. Voorts werd van 1396 tot 1400 hier de Keur-Keulse Burcht gebouwd. De stad beleefde in de late middeleeuwen een economische bloeiperiode, waardoor er ongeveer 2.000 inwoners woonden in deze stad. In deze tijd leefde ook de beroemdste zoon van de stad, de mysticus Thomas a Kempis (ca. 1380–1471) hier. In de reformatietijd was er in Kempen ook een wederdopersgemeente.
In de 16de eeuw begon de geleidelijke economische neergang van de stad. In 1579 bereikte de pest de stad; bijna de helft van de inwoners stierf daardoor. In de Dertigjarige Oorlog, na de veldslag op de Kempener heide, werd Kempen in 1642 door Hessische troepen belegerd, ingenomen en bezet. In 1794 werd de linker Rijnoever, en daarmee ook Kempen, door Franse revolutionaire troepen geannexeerd; daarmee kwam een einde aan het bestuur door de aartsbisschop van Keulen. Kempen werd vervolgens in 1798 hoofdplaats (chef-lieu) van het 'Canton Kempen' in het Département de la Roer.
Na de overgave van Frankrijk werden op het Congres van Wenen in 1815 belangrijke delen van het Rijnland aan het Koninkrijk Pruisen toebedeeld. Onder Pruisisch bestuur was Kempen van 1816 tot 1929 hoofdzetel van de regio Kempen en werd mede daardoor economisch van belang, onder andere door de verbinding met de spoorlijn Krefeld-Kleve. Na de Eerste Wereldoorlog werd de stad door Belgische troepen bezet. 
Tijdens de Kristallnacht in 1938 werd de synagoge in de Umstraße in brand gestoken. Op 10 december 1941 werden 124 joden uit Kempen en omgeving in goederenwagons afgevoerd en naar Riga gedeporteerd. 
In de oorlogsjaren 1942–1945 kreeg Kempen meerdere luchtaanvallen te verduren, zoals die van 2 op 3 oktober 1942, van 21 op 22 juni 1943, 8 november 1944, 10 februari en ten slotte 2 maart 1945. Doel was onder andere het treinstation met haar sporen als treinknooppunt. Op 10 februari 1945 stierven bij een luchtaanval van A-26-bommenwerpers 90 mensen. Op 2 maart 1945 wierpen de vliegtuigen enige bommen op het centrum. De stad werd in de ochtend van 3 maart 1945 door Amerikaanse troepen ingenomen.
Door de regionale hervormingen verloor Kempen op 1 januari 1975 na meer dan 150 jaar haar Regiozetel aan Viersen. In 1994 vierde Kempen haar 700-jarige stadsjubileum.

## Bezienswaardigheden en evenementen
- Het kasteel van de Keulse vorst-bisschoppen in het noordoosten van de binnenstad, met fraai park. Het gebouw is als gemeentearchief en -kantoor in gebruik en kan niet van binnen bezichtigd worden.
- De St. Mischaelskerk (zie de Duitstalige Wikipedia-pagina over Kempen).
- De Koepoort (Kuhtor) in het noorden is de enig overgebleven middeleeuwse stadspoort. Verder zijn enige oude stadsmuren nog aanwezig.
- Na een sanering tussen 1960 en 1994 is de binnenstad grotendeels autovrij. Diverse oude vakwerkhuizen, met name in het noordoostelijk gedeelte van het centrum, werden zorgvuldig gerestaureerd.
- Op diverse plaatsen vindt men nog oude windmolens.
- Jaarlijks wordt op 10 november een grote Sint-Maartensoptocht gehouden.
- Kempen ligt in het Duitse Rijnland, dus ook het carnaval wordt er groots gevierd.

## Geboren in Kempen
- Thomas a Kempis (1380-1471), theoloog
- Johannes Brugman (circa 1400 -1473), theoloog
- Martinus Duncanus (1505-1590), theoloog
- Katja Franzen (1990), schaatsster

## Foto's

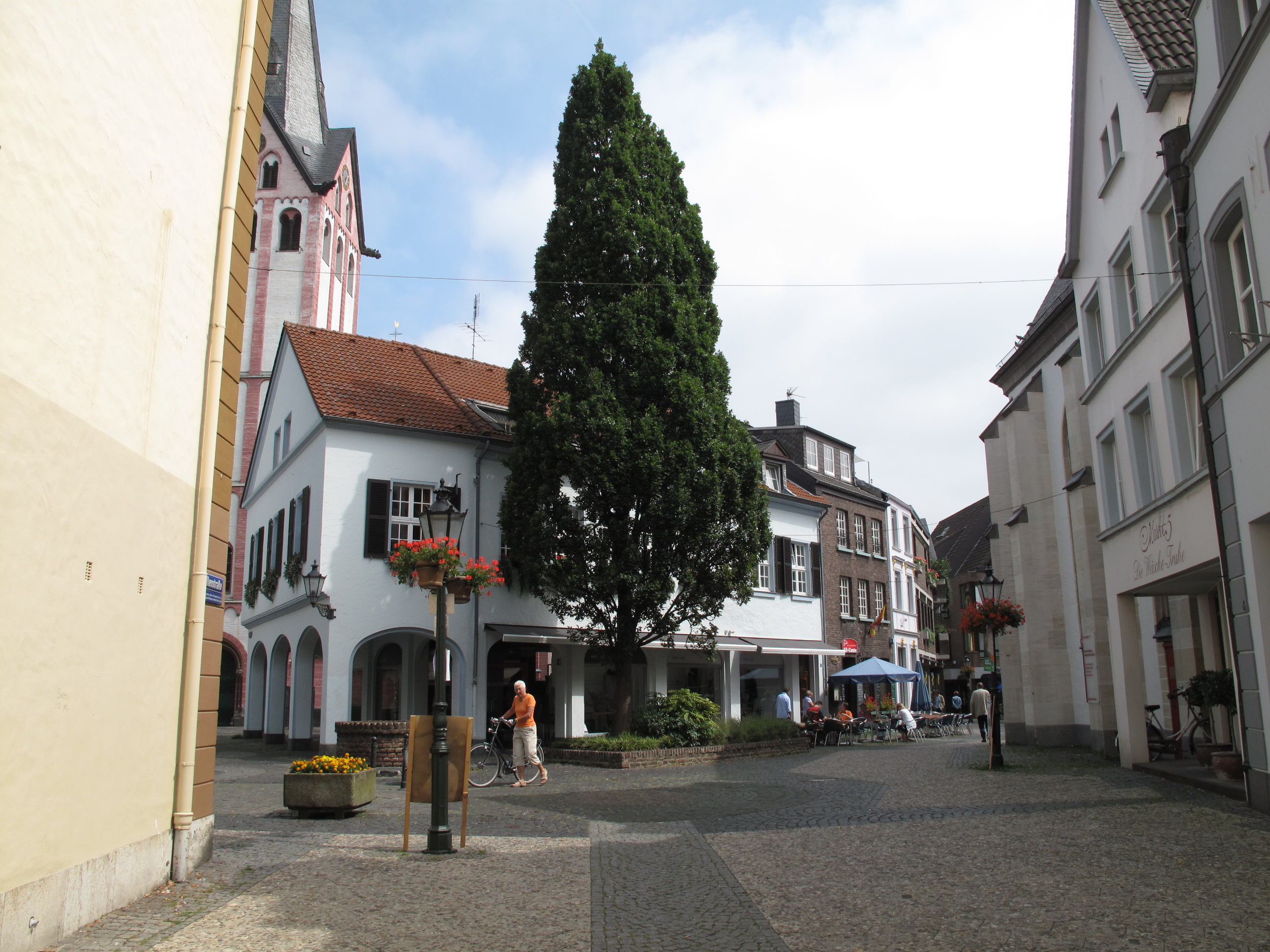
Straatzicht
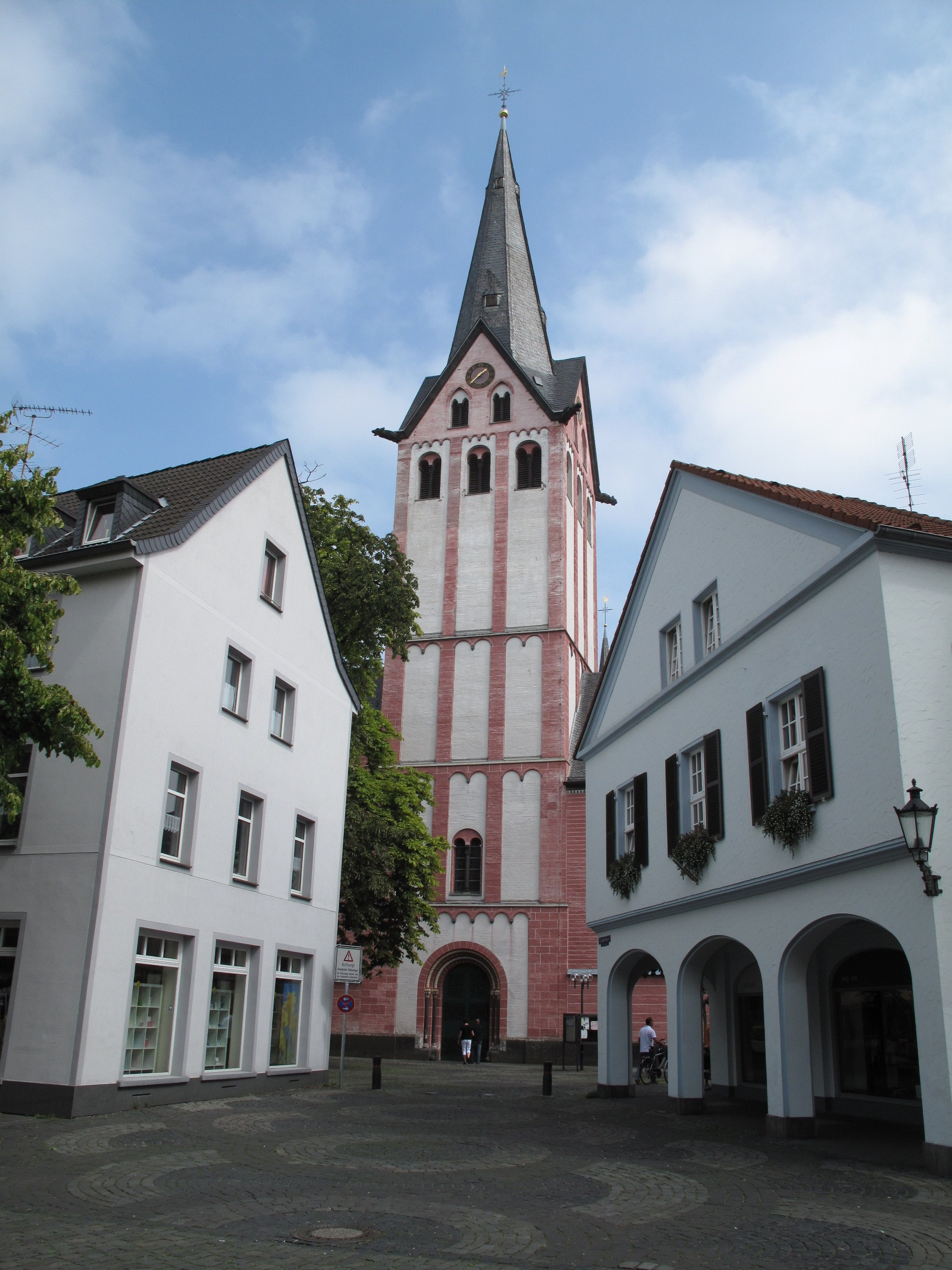
Propsteikirche
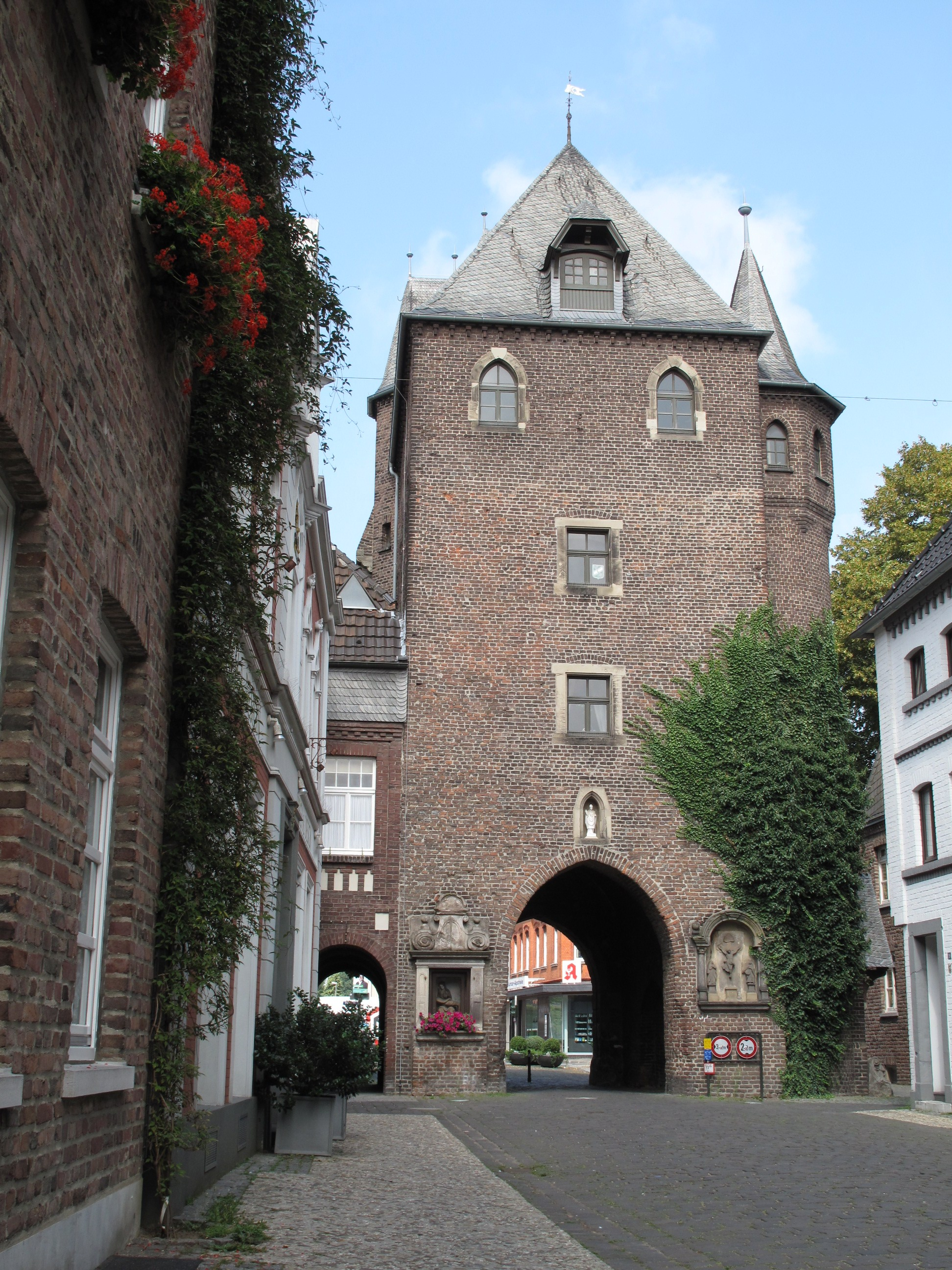
Kuhtor
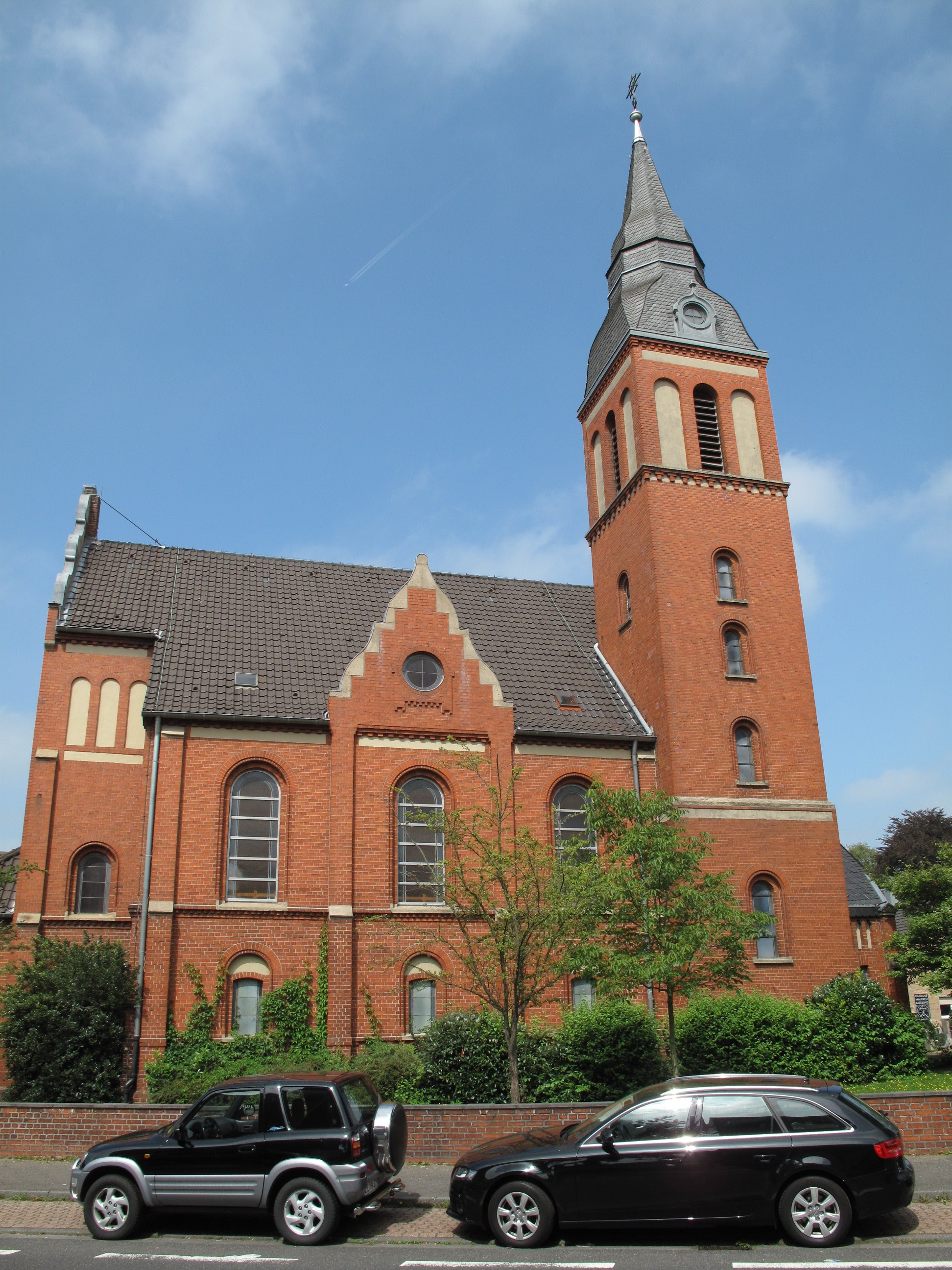
Thomaskirche
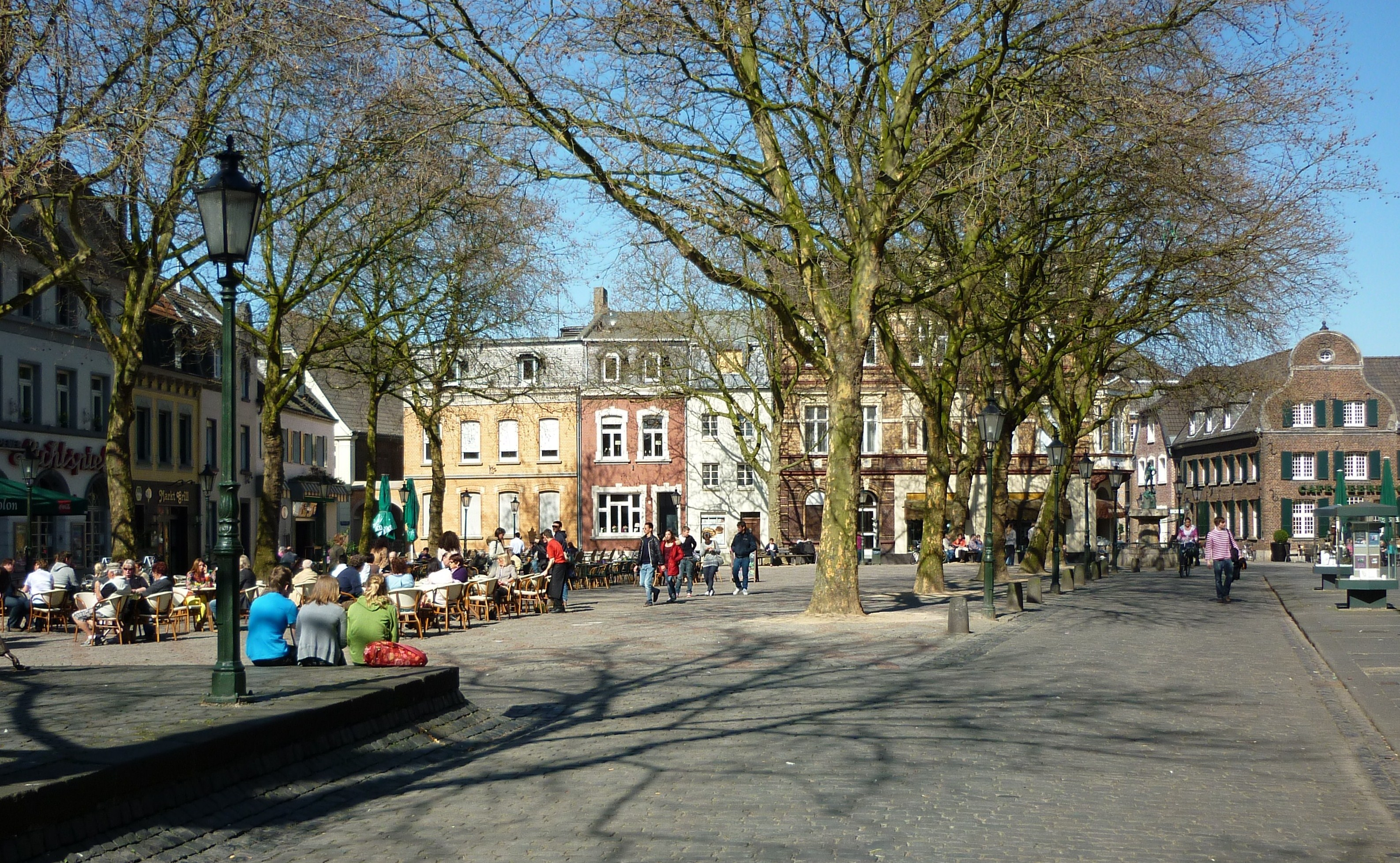
Buttermarkt
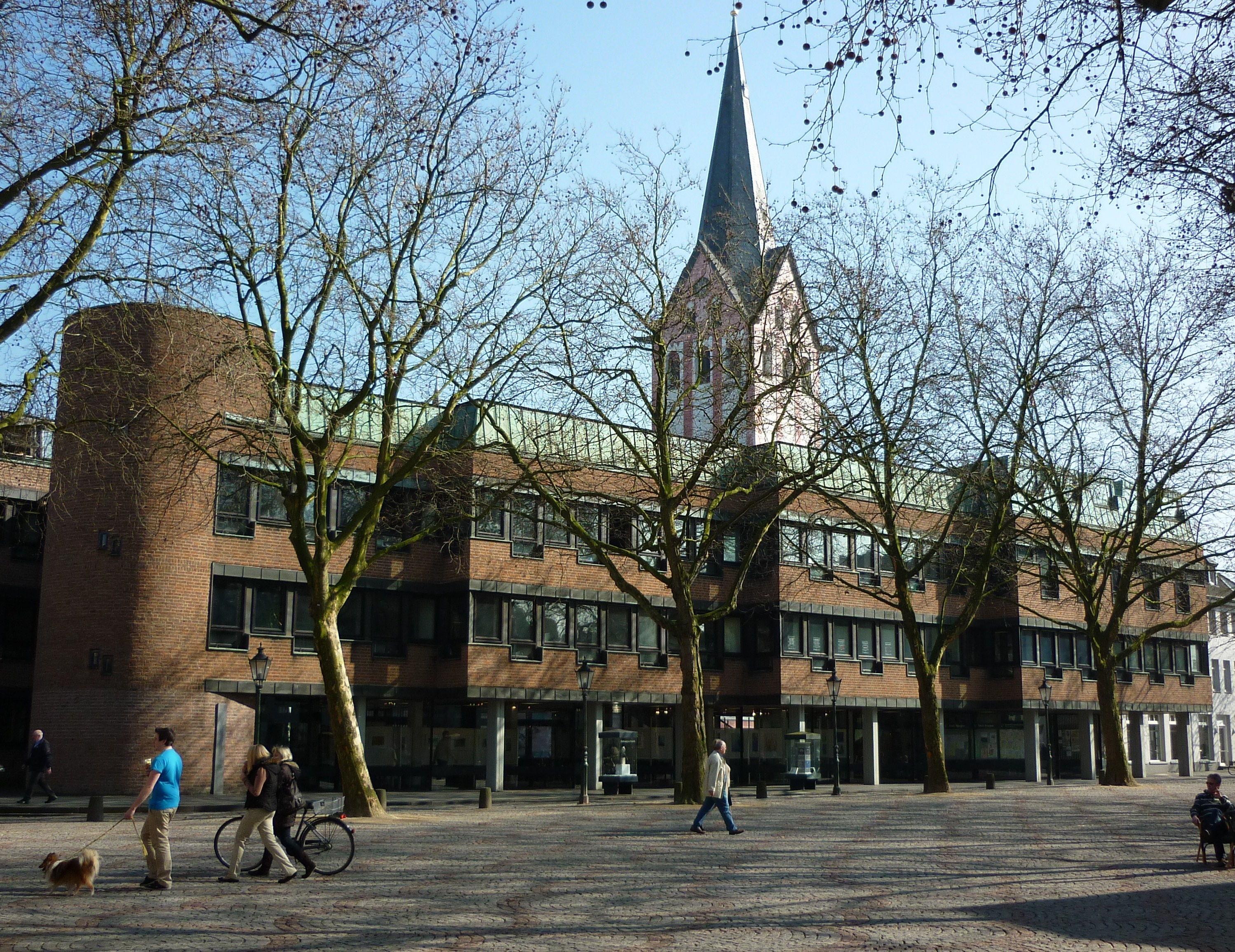
Gemeentehuis
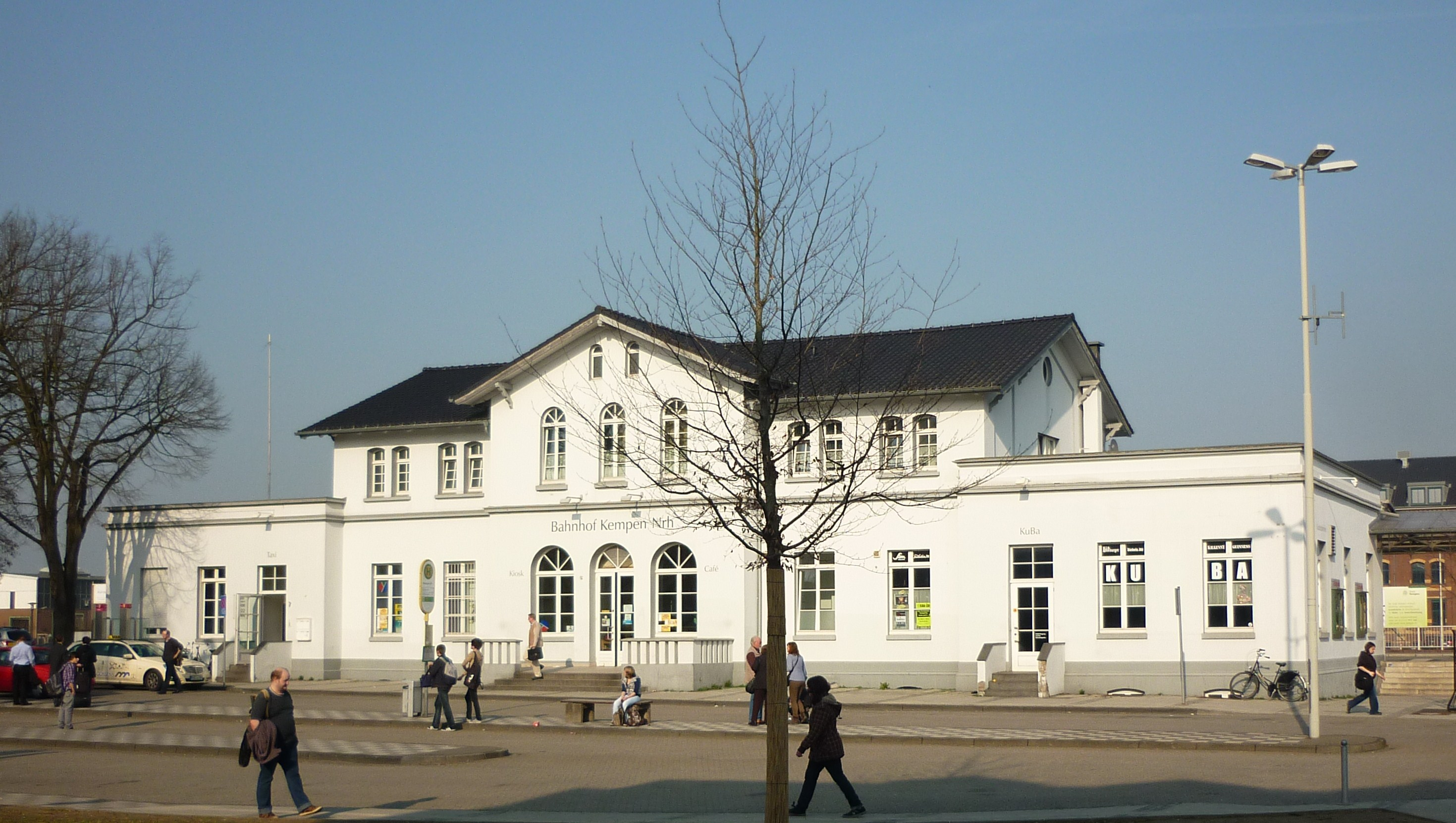
Station

Stadsdelen: Kempen · Sankt Hubert · Tönisberg · Schmalbroich

Gehuchten: Klixdorf · Sankt Peter · Ziegelheide
Brüggen · Grefrath · Kempen · Nettetal · Niederkrüchten · Schwalmtal · Tönisvorst · Viersen · Willich